# 札幌市立ノホロの丘小学校
札幌市立ノホロの丘小学校（さっぽろしりつ ノホロのおかしょうがっこう）は、北海道札幌市厚別区にある公立小学校である。
本校は、上野幌東小学校と上野幌西小学校を統合して開校。校舎は、上野幌東小学校の施設を使用する。
なお、学校所在地の「上野幌」の「野幌」は、校名と同じのほろではなく、のっぽろと読む。

## 沿革
- 2019年（平成31年・令和元年）
  - 3月27日 - 開校式挙行[1]。
  - 4月8日 - 着任式と始業式及び第1回入学式挙行[1]
  - 6月1日 - 第1回運動会開催。
- 2020年（令和2年） 
  - 3月23日 - 第1回卒業式挙行。最初の卒業生は79名。新型コロナウイルス感染拡大の影響で、卒業生と教職員のみで式を行った。
  - 3月25日 - 最初の修了式と離任式挙行。

## 学区
- 上野幌1条（1丁目～6丁目）、上野幌2条（1丁目～6丁目）、上野幌3条（1丁目～6丁目）、厚別町上野幌[2][3]。

## 周辺
- 上野幌中央公園
  - 野球グラウンド
- 札幌市立上野幌中学校 - 主な進学先でもある。
- 上野幌わんぱく公園
- 北海道道1138号厚別平岡線

## アクセス
- JR北海道バス「上野幌ベニータウン」バス停[4]下車後、徒歩約110m・約2分。